# Izaiah Brockington
Izaiah Antoine Brockington, né le 12 juillet 1999 à Towson dans le Maryland, est un joueur américain de basket-ball. Il mesure 1,91 m et évolue au poste d'arrière.

## Biographie

### Carrière professionnelle

#### Pelicans de La Nouvelle-Orléans (mars 2024)
En mars 2024, il signe un contrat de 10 jours en faveur des Pelicans de La Nouvelle-Orléans.

## Palmarès et distinctions personnelles

### Universitaire
- First-team All-Big 12 (2022)
- Big 12 Newcomer of the Year (2022)

## Statistiques

### Universitaires
| Saison    | Équipe            | Matchs   | Titul.   | Min./m   | % Tir    | % 3pts   | % LF     | Rbds/m.  | Pass/m.  | Int/m.   | Ctr/m.   | Pts/m.   |
| --------- | ----------------- | -------- | -------- | -------- | -------- | -------- | -------- | -------- | -------- | -------- | -------- | -------- |
| 2017-2018 | Saint Bonaventure | 34       | 1        | 11.6     | .441     | .415     | .538     | 1.2      | .9       | .4       | .1       | 4.3      |
| 2018-2019 | Penn State        | Redshirt | Redshirt | Redshirt | Redshirt | Redshirt | Redshirt | Redshirt | Redshirt | Redshirt | Redshirt | Redshirt |
| 2019-2020 | Penn State        | 31       | 0        | 20.8     | .445     | .267     | .703     | 2.7      | 1.1      | .8       | .1       | 8.1      |
| 2020-2021 | Penn State        | 25       | 24       | 29.7     | .430     | .279     | .841     | 4.9      | 1.7      | 1.0      | .2       | 12.6     |
| 2021-2022 | Iowa State        | 35       | 35       | 34.6     | .447     | .362     | .775     | 6.8      | 1.6      | 1.3      | .3       | 16.9     |
| Carrière  | Carrière          | 125      | 60       | 23.9     | .442     | .340     | .748     | 3.9      | 1.3      | .9       | .2       | 10.4     |